# Soxhlet-Aufsatz

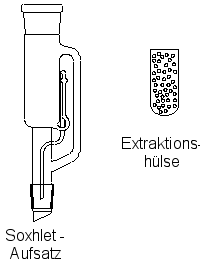
Soxhlet-Aufsatz mit Extraktionshülse

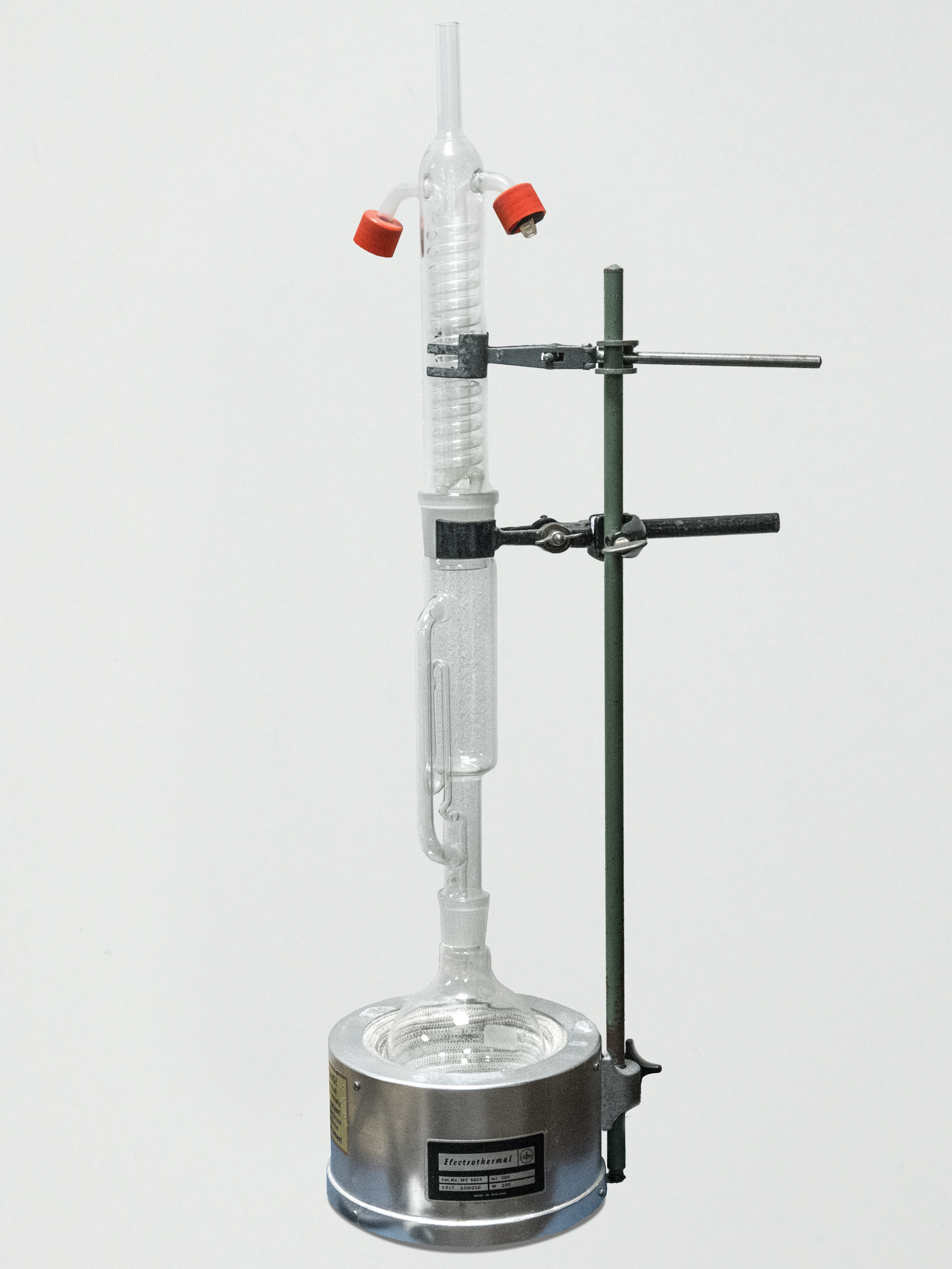
Soxhlet-Extraktor mit Kühler (ohne angeschlossene Kühlwasserschläuche) und Heizhaube

Der Soxhlet-Aufsatz ist ein Aufsatz zur kontinuierlichen Extraktion löslicher Inhaltsstoffe aus Feststoffen. Er benutzt das Ablaufsiphon-Prinzip wie ein Pythagoreischer Becher, um den Extrakt laufend abzuziehen und das Extraktionsgut mit reinem Lösungsmittel zu extrahieren.

## Geschichte
Der Soxhlet-Apparat trägt den Namen seines Erfinders Franz von Soxhlet (1848–1926, München), der damit den Fettgehalt von getrockneten Lebensmitteln bestimmte. Franz von Soxhlet arbeitete vorwiegend an der Analyse von Milchfett. Für dessen Extraktion mit dem Soxhlet-Apparat wurde zunächst Milchpulver hergestellt, um störendes Wasser zu entfernen.

## Funktionsweise

Animation des Extraktionsmechanismus einer Soxhlet-Apparatur

Den zu extrahierenden Feststoff füllt man in eine Extraktionshülse, die meist aus Cellulose, aber auch aus Glasfasern besteht. Im Kolben (1) unter dem Soxhlet-Aufsatz erhitzt man ein Lösungsmittel zum Sieden, dessen Dämpfe durch das Dampfrohr (3) aufsteigen und im Rückflusskühler (9) kondensieren. Das Lösungsmittel tropft dann in die Extraktionshülse (5) und löst dort den gewünschten Stoff aus dem Feststoff heraus. Aufgrund der Löslichkeit der zu extrahierenden Komponente im zu extrahierenden Stoff bleibt darin immer eine Restmenge zurück, die bei mehrmaligem Extrahieren und geeigneter Wahl des Lösemittels meist vernachlässigt werden kann. Die theoretische Restmenge kann man mit dem Nernstschen Verteilungsgesetz berechnen.

Gesamtaufbau einer Extraktions-Apparatur mit Soxhlet-Aufsatz

Durch weiter zutropfendes Lösungsmittel steigt der Flüssigkeitsspiegel im Soxhlet-Aufsatz, bis er die Höhe vom Knie des seitlichen Heberrohrs erreicht hat. Die dann auftretende Saugheberwirkung fördert den Extrakt zurück in den Kolben mit dem Lösungsmittel. Kontinuierliches Sieden des Lösungsmittels im Kolben und Kondensieren am Kühler füllt die Extraktionskammer stets erneut – der Zyklus wiederholt sich. Die Extraktionshülse muss dabei höher sein als der Überlauf, damit aufschwimmende Teilchen des Extraktionsguts nicht in den Extrakt gelangen. Durch diese ständige Sickerlaugung, auch Perkolation genannt, mit stets reinem Lösungsmittel reichert sich der im Lösungsmittel gelöste Extrakt zunehmend im Kolben an. Zur Isolation des Extraktes wird die Soxhlet-Apparatur demontiert und der Inhalt des Kolbens durch Verdampfen des Lösungsmittels (z. B. am Rotationsverdampfer) eingeengt. Als Rückstand verbleibt der Extrakt.

## Anwendung

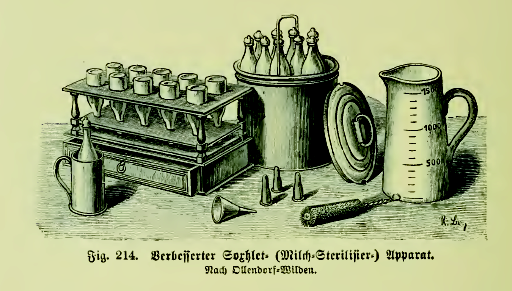
Soxhlet-Apparat zur Sterilisierung von Kuhmilch, 1911

Der Soxhlet-Apparat empfiehlt sich in der Synthetik, wenn der zu extrahierende Stoff schlecht löslich im Extraktionsmittel ist, das Gleiche gilt, wenn Naturstoffe aus ihren Quellen extrahiert werden sollen. In der Analytik wird er auch zur Bestimmung des Fettgehaltes von Lebensmitteln und Futtermitteln verwendet sowie zur Bestimmung der PAK-Konzentration in kontaminierten Böden. Zu Anfang des 20. Jahrhunderts wurde er in der Kinderpflege zur Bestimmung des Fettgehaltes von Trockenmilch eingesetzt, er taucht deshalb zu dieser Zeit in der Kinderliteratur auf, zum Beispiel bei Agnes Sapper. In ihrem Roman Alltagsmenschen erwähnt Carry Brachvogel, dass die Hauptfigur Elisabeth für ihr Baby einen Soxhlet-Apparat gekauft habe. Dieser ermöglichte ab dem Beginn des 20. Jahrhunderts die Pasteurisierung von Kuhmilch in kleinen Flaschen zu Hause.

## Weitere Methoden
Es gibt noch andere Extraktionsverfahren, die verbreitet angewendet werden:
- Extraktion nach Twisselmann
- Dean-Stark, ein Verfahren zur Messung von Flüssigkeitssättigungen in einer Kernprobe durch Destillationsextraktion. Das Wasser in der Probe wird durch siedendes Lösungsmittel verdampft, dann kondensiert und in einem kalibrierten Behälter gesammelt.
- Likens-Nickerson, eine Extraktion kombiniert mit einer Destillation für ätherische Öle; sie ist aber arbeits- und zeitintensiv sowie nicht sonderlich genau.
- Neo-Clevenger, ebenfalls für ätherische Öle; Abwandlungen sind die „Karlsruher-Apparatur“ sowie der „Tübinger-Apparat“, sie sind für kleine Mengen geeignet.
- Bligh & Dyer, eine schnelle Methode zur totalen Lipidextraktion und -aufbereitung, aber auch nicht besonders genau.
- Folch, ein häufig angewandtes Verfahren zur Extraktion von Lipiden
- Verfahren nach Victor Meyer; hier lässt sich die molare Masse einer verdampfbaren Flüssigkeit bestimmen
- Flüssig-Flüssig-Extraktion wird eingesetzt, wenn einfachere Alternativen wie z. B. Destillation nicht zum Ziel führen. Es ist ein Verfahren zur Abtrennung einer oder mehrerer Komponenten aus einer Lösung durch Herauslösen mit einem geeigneten Lösungsmittel. Sie kann auch mit dem Kutscher-Steudel-Apparat vorgenommen werden.